# Пітер Тейлор (ботанік)
Пітер Тейлор (англ. Peter Taylor, 1926–2011) — британський ботанік, який працював у Королівському ботанічному саду, Кью протягом своєї кар'єри в ботаніці.

## Біографія
Тейлор народився в 1926 році і приєднався до співробітників гербарію в Кью в 1948 році. Свій перший новий вид, Utricularia pentadactyla, він опублікував у 1954 році. У 1973 році Тейлор був призначений куратором відділу орхідей гербарію і, за словами Кью, «Під його керівництвом систематика орхідей була оживлена, а її садівничі контакти зміцнилися».
Одним з головних ботанічних фокусів Тейлора був рід Utricularia. Він є автором багатьох видів роду і надав найбільш повну монографію про рід у 1986 році та переглянуту в 1989 році (The genus Utricularia - a taxonomic monograph).

## Вшанування
На його честь названі: Utricularia petertaylorii, Acacia taylorii, Chaetopoa taylorii, Genlisea taylorii, Indigofera taylorii, Karina tayloriana, Platystele taylorii, Phyllanthus taylorianus, Spermacoce taylori, Genlisea subgen. Tayloria, Genlisea sect. Tayloria.